# Humbert humberti
Humbert humberti là một loài tò vò trong họ Ichneumonidae.